# Чернов Федір Григорович
Черно́в Фе́дір Григо́рович (рос. Чернов Фёдор Григорьевич) — російський підприємець, купець I гільдії, меценат, почесний громадянин міста Єлабуга. В другій чверті XIX століття був бургомістром в міському магістраті, міським головою Єлабуги.
Федір Григорович розбагатів на торгівлі зерном. В 1835 році викупив ліси уздовж річки Сюга, де заснував Сюгинський склоробний завод, який нині перетворився на місто Можгу. Чернов був одним з найбільших меценатів Прикам'я. Заснований ним «Благочинний Черновський комітет» профінансував будівництво більш як 30 храмів в Єлабузькому, Малмизькому, Глазовському та Сарапульському повітах. Комітет працював і після його смерті. Узяв участь у створенні першої у В'ятській губернії бібліотеці в місті Сарапул (1835), та бібліотеці у самій В'ятці (1837). Чернов пожертвував 20 тисяч рублів на будівництво православного храму в форті Петровському (сучасна Махачкала), заповідав 75 тисяч рублів, на відсотки з яких кожні 5 років повинна будуватись церква в Казанській та Уфимській губерніях. В 1852—1858 роках Чернов збудував Олександринський дитячий притулок в Єлабузі, названий на честь імператриці Олександри Федорівни.
30 березня 1848 року імператорі Микола I підписав указ, згідно з яким Чернов був нагороджений орденом Святої Анни 3 ступеня. Всього ж Федір Григорович мав золоті медалі на Аннинській, Володимирівській та Андріївській стрічках. Акти благочинності Чернова були відмічені Міністерством внутрішніх справ врученням йому золотої медалі з написом «За усердие».
Помер Чернов 1869 року, похоронений на Троїцькому цвинтарі в Єлабузі.

## Проекти «Благочинного Черновського комітету»
На території Удмуртії:
- Свято-Троїцька церква, село Варзі-Ятчи
- Христоріздвяна церква, село Мещеряково
- Дванадцяти-Апостольська церква, село Йожево
- Петропавловська церква, село Олександрово
- Свято-Троїцька церква, село Валамаз
- Петропавловська церква, село Велика Нор'я
- Христоріздвяна церква, село Кекоран
- Покровська церква, село Велика Кіб'я
- Введенсько-Богородицька церква, село Нинек
- Успенсько-Богородицька церква, село Старий Мултан
- Царево-Костянтиновська церква, село Селти
- Петропавловська церква, село Тиловил-Пельга